# Renate von Mangoldt
Renate von Mangoldt (* 15. Dezember 1940 in Berlin) ist eine deutsche Fotografin, die sich vornehmlich auf Schriftstellerporträts spezialisiert hat.

## Leben
Renate von Mangoldt wuchs in Erlangen auf und besuchte, angeregt durch den Erlanger Bildhauer und Fotografen Helmut Lederer, der ihr Vorbild war, nach dem Abitur die Bayerische Staatslehranstalt für Fotografie in München. Zunächst galt ihr künstlerisches Interesse Steinen, Dolmen und Menhiren sowie Schwarzweißstrukturen, z. B. Hopfenstangen im Schnee in der Holledau, woraus 1964 einen Mappenwerk im Verlag Volker Magdalinski, ein Wagenbach-Quartheft mit Gedichten von Walter Höllerer und ein diese Gedichte vertonender Experimentalfilm von Wolfgang Ramsbott hervorgingen.
Als sie 1963 den Schriftsteller Walter Höllerer kennenlernte, folgte sie ihm in sein neu gegründetes Literarisches Colloquium (LCB) nach Berlin und war fortan die dortige Hausfotografin. Ihre Dunkelkammer besaß sie zuerst im Dachboden der Erdener Straße 5 (dem früheren Wohn- und Verlagshaus von Samuel Fischer), ehe sie in damit in die Villa des LCB umzog. Mit ihrer Arbeit baute sie das umfassende LCB-Fotoarchiv auf, das sie bis heute betreut. Ihre Fotos dienen verschiedenen Publikationen des LCB, so als Einbandfotos der LCB-Edition, wie auch dem von Höllerer herausgegebenen Band Ein Gedicht und sein Autor (1967). Ihre Sammlung von Autorenfotografien führte 1988 unabhängig vom LCB zu einer Publikation im Argon Verlag und schließlich 2013 zum umfassenden Fotobuch Autoren bei Steidl. 
Weiterhin schuf sie mit den Fotobüchern Berlin. Übern Damm und durch die Dörfer (1977) und Nachtrag zur S-Bahn (Steidl 2011) ein eigenständiges fotografisches Werk mit einem Berlin-Bezug, wo sie seit 1964 lebt. Zudem steuerte sie auch Umschlagsfotos zu Büchern anderer Verlage bei.
Der Literaturwissenschaftler Hans-Joachim Neubauer schrieb über sie: „Nur wenige Fotografinnen oder Fotografen haben das Bild – und damit das Gedächtnis – der jüngeren deutschen Literatur seit den 60er Jahren so geprägt wie Renate von Mangoldt. Sie gehört zu den großen Chronistinnen ihrer Generation (…) Wer an Autoren wie Ingeborg Bachmann, Paul Celan, Uwe Johnson, Heiner Müller oder Günter Grass denkt, hat ihre Bilder vor Augen.“
Renate von Mangoldt war von 1965 bis zu seinem Tod 2003 mit Walter Höllerer verheiratet, das Paar hat zwei Söhne.

## Ausstellungen
- Fotografiertes Theater auf Kleinen Bühnen. Akademie der Künste Berlin. 12.11.–28.12.1964.[8]
- Fotografien in der Galerie Poll. Galerie Poll Berlin. 26.9.–8.10.1983
- Berlin – literarisch – 120 Autoren aus Ost und West von A bis Z. Akademie der Künste Berlin. 20.3.–24.5.1987
- Berlin – literarisch. Schleswig-Holsteinisches Landesmuseum, Schloß Gottorf. 25.4.–23.5.1988
- Autorenportraits, Gruppe 47, und Schriftsteller der DDR. Haus des Buches und der Geschichte. Wünsdorf, Oktober 2001
- Autorenportraits – Literaten in Berlin. Ratz – Fatz, Sozio-kulturelles Zentrum, Köpenick. 9.3–15.4.2002
- Die Komische Idee des Sitzens. Galerie photonet, Wiesbaden. 6.9.–31.10.2003
- 101 notorisch Seßhafte. Artothek, Wiesbaden. 10.9.–14.11.2003
- Blick und Gegenblick. Autoren im Porträt – Fotos aus dem Literarischen Colloquium Berlin. Goethe-Institut Tokyo. 1.11.–30.11.2005
- Autorenportraits. Buchhandlung ‚LeseZeichen‘, Dresden. 11.2.–6.4.2006
- Berlin – Erlangen, hin und zurück. 150 Schwarz-weiß-Photographien. Kunstmuseum Erlangen. 12.10.–9.11.2008
- Renate von Mangoldt – Schwarzweiß-Fotografien aus vier Jahrzehnten. Literaturarchiv Sulzbach-Rosenberg. 18.1.–24.4.2009[9].
- Nachtrag zur S-Bahn. Fotografien 1974 bis 1981. Galerie der Kunststiftung Poll, Berlin. 18.12.2010 – 25.1.2011
- Theaterautoren-Ausstellung. Zentrale der Freien Volksbühne Berlin. März 2013
- Autorenfotos aus fünf Jahrzehnten. Günter Grass-Haus Lübeck. 7.2.–13.4.2014
- Zeitsprünge – Idee des Sitzens. Literarisches Colloquium Berlin. 7.5.–31.8.2015
- Geteiltes Berlin – Fotografien aus dem Westteil 1973 – 1983. Literarisches Colloquium Berlin. 25.7.–31.12.2019
- Schriftsteller:innen. Galerie Ahlers, Göttingen. 19.3.–22.4.2023[10][11]

## Literatur

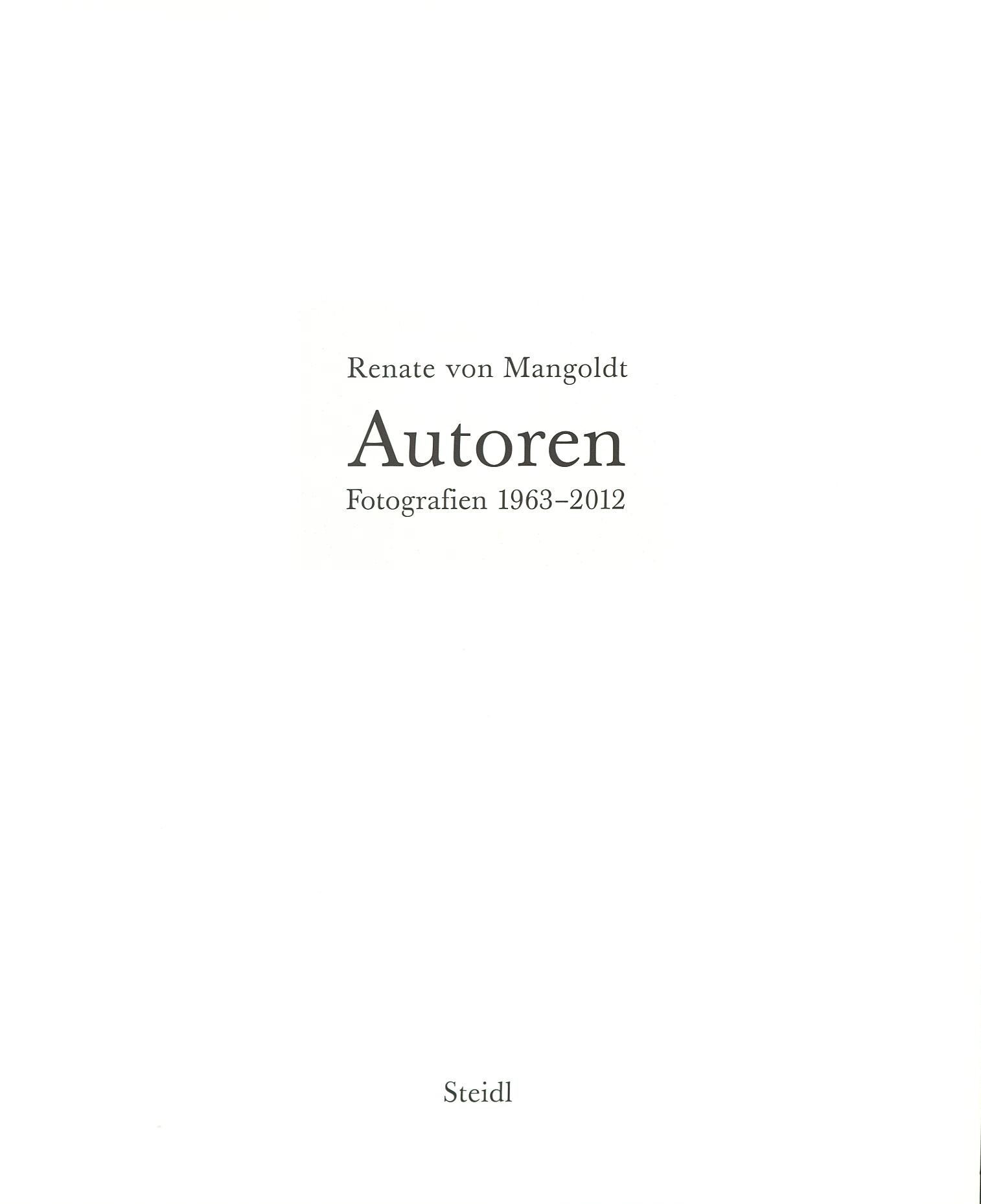
Autoren (2013)